# Мікко Еско
Мікко Еско (фін. Mikko Esko; нар. 3 вересня 1978, Ваммала) — фінський волейболіст, пасувальник, гравець фінського клубу «Ваммалан Лентопалло», у минулому — національної збірної.

## Життєпис
Народжений 3 вересня 1978 року у Ваммалі (нині у складі м. Састамала).
Грав у фінських клубах «Ваммалан Лентопалло» (ВаЛеПа; Vammalan Lentopallo, 1995—1997), «Саймаа Воллей» (Савонлінна, 1997—2001), німецькому «ТСФ Унтергахінг» (Унтергахінг, 2001—2003), бельгійському «Ноліко»  (Маасейк, 2003—2005), італійських «Джотто», «Антонвенета» (Падуя, 2005—2008), «Аква Парадізо Ґабека» (Монтік'ярі, 2008—2009), «Каса Модена» (2009—2012), турецькому «Галкбанку» (Анкара, 2014—2015). Із сезону 2015—2016 знову захищає барви фінського «Ваммалан Лентопалло».  

### Досягнення
Клубні
- чемпіон Фінляндії 1999, 2017, 2018, 2019, 2021, 2022, 2023,
- чемпіон Бельгії: 2004[2].

Особисті
- кращий пасувальник Фінляндії 2010,
- кращий пасувальник Бундесліги 2003—2004[3].